# Hermès de Rome
Pour les articles homonymes, voir Hermès (homonymie).
Saint Hermès est un martyr chrétien romain du IIe siècle. Son nom est mentionné dans le martyrologe romain. Considéré comme « saint guérisseur », il est célébré en région picarde. Liturgiquement sa mémoire est commémoré (localement) le 28 août.

## Biographie
On connaît peu de choses de sa vie. La tradition rapporte qu'il aurait été un esclave romain affranchi venant de Grèce,. Le pape Alexandre Ier aurait converti Hermès alors était préfet de Rome. Hermès se serait converti (d'après la légende) avec sa femme, ses enfants, sa sœur Théodora et 1 250 esclaves. L'empereur Trajan, en apprenant la nouvelle, aurait envoyé à Rome Aurélien, pour arrêter Hermès et le livrer au tribun Quirinus, qui le fit décapiter. Hermès aurait subit le martyre dans le cimetière de Basilia, sur la voie salarienne, vers 120. Une catacombe installée sur cette voie porte son nom.
S'il n'a pas existé de Préfet de Rome du nom d'Hermès, des fouilles en 1932 puis 1940, dans le sous-sol de la basilique (qui contient son tombeau) ont révélé des fragments de marbre contenant les premiers vers d'un poème écrit par le pape Damase en l'honneur de ce martyr.

## Notoriété
C'est un des martyrs romains dont la mémoire liturgique est des plus anciennes. Dès le IVe siècle, la ville d'Antium, dans le Latium, lui dédiait une basilique. A la même époque, le pape Damase Ier lui consacre un poème. Le pape Pélage Ier au VIe siècle fait aménager (ou réaménager ?) son tombeau. Au VIIIe siècle c'est le pape Adrien Ier qui construite une grande basilique au-dessus des catacombes qui contient sa sépulture. Un monastère est également construit à proximité,. Au début du Ve siècle, Hermès était déjà vénéré à Anzio. Quelque temps plus tard, le pape Grégoire Ier autorise la construction à Naples d'une église en son honneur (et d'autres martyrs). Et à cette époque il existait déjà un monastère consacré à Hermès en Sicile et un autre en Sardaigne.
Ses reliques sont diffusées en Italie, en Allemagne et en Belgique. Au IXe siècle, son corps est translaté dans la Basilique Saint-Marc de Rome. 
Une légende raconte qu'Hermès aurait libéré de nombreux esclaves à Pâques, et même ressuscité un enfant. Il est donc devenu un « intercesseur » contre le rachitisme des enfants, spécialement en Normandie où il est encore invoqué à cette intention.
On invoque également saint Hermès contre les maux de tête, la folie et les puissances du mal. Au XIVe siècle, une délégation royale visite Renaix (Ronse) en Région flamande (Belgique), où on le vénérait, afin d'obtenir la guérison du roi Charles VI de sa folie. Froissart parlait de lui comme ayant « le mérite de guérir de toute frénésie ».

## Iconographie

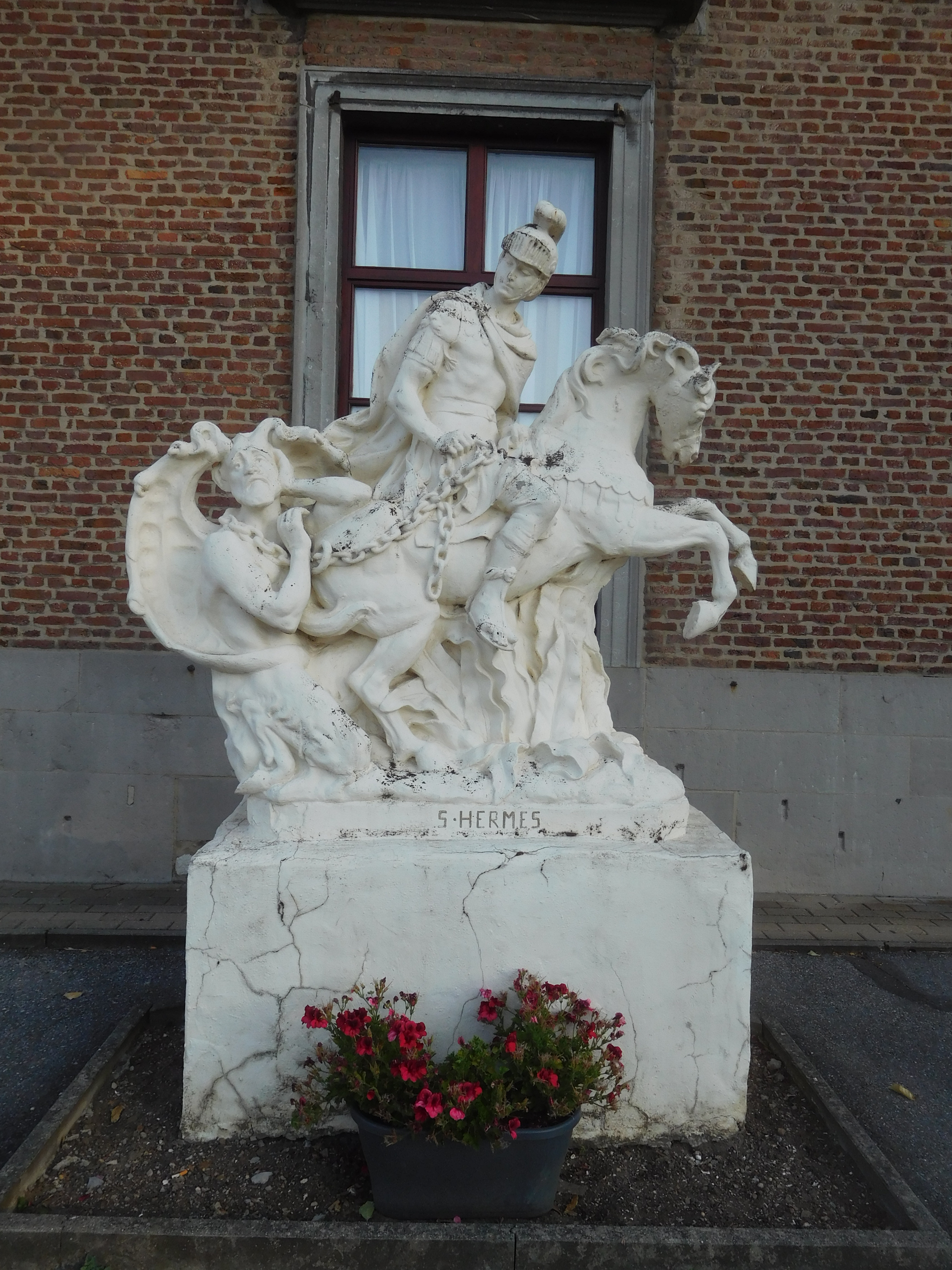
Statue de saint Hermès (enchaînant un démon), à Bouge (Belgique)

En Normandie Hermès est representé, dans de nombreuses églises, en soldat (romain). Il est également représenté à cheval, traînant derrière lui un démon enchaîné.

## Vénération
Dans l'Église catholique, la mémoire d'Hermès est célébrée le 28 août, dans l'Église orthodoxe russe, sa mémoire est célébrée le 18 août, et dans l'Église orthodoxe grecque, le 8 avril. 

### En Belgique
- Saint Hermès est honoré particulièrement à Renaix, dont l'église principale est dédiée à saint Hermès. Dans cette ville, le « Grand Tour de Saint Hermès » - ou « Fiertel » est une procession d'une trentaine de kilomètres, connue dès le Moyen Âge. Elle a lieu le dimanche de la Trinité. On y conduit en procession les reliques de saint Hermès, enserrées dans une châsse en argent.

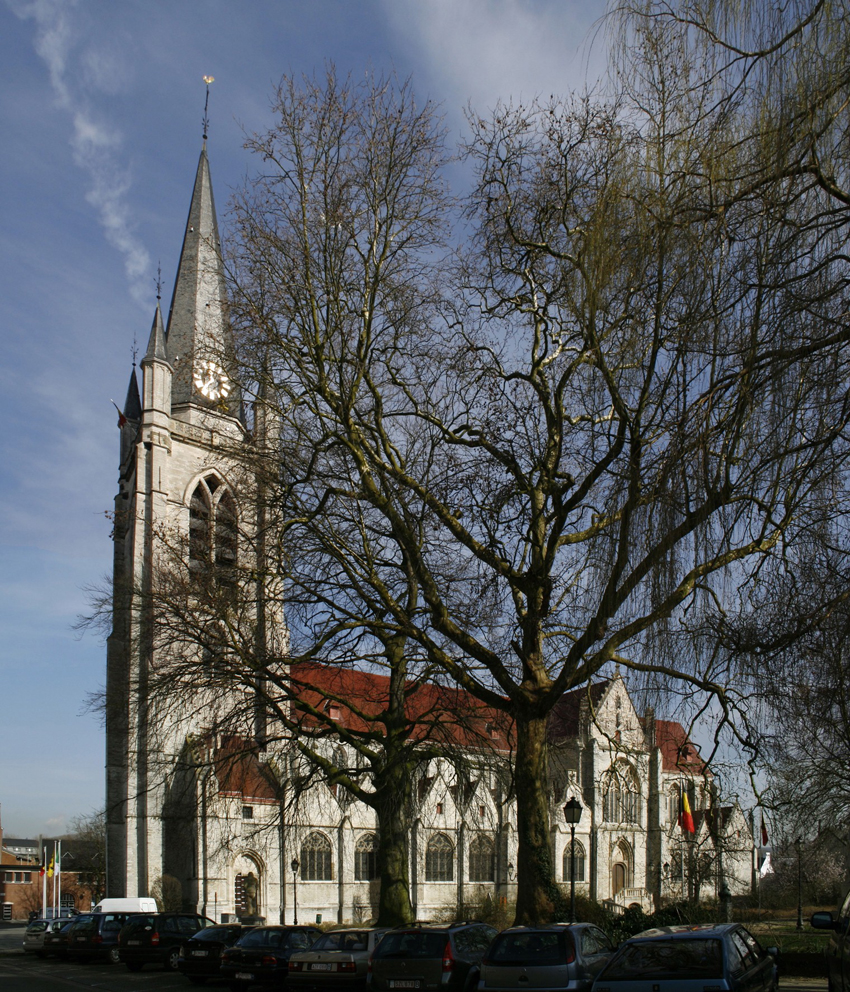
Église Saint-Hermès de Renaix.
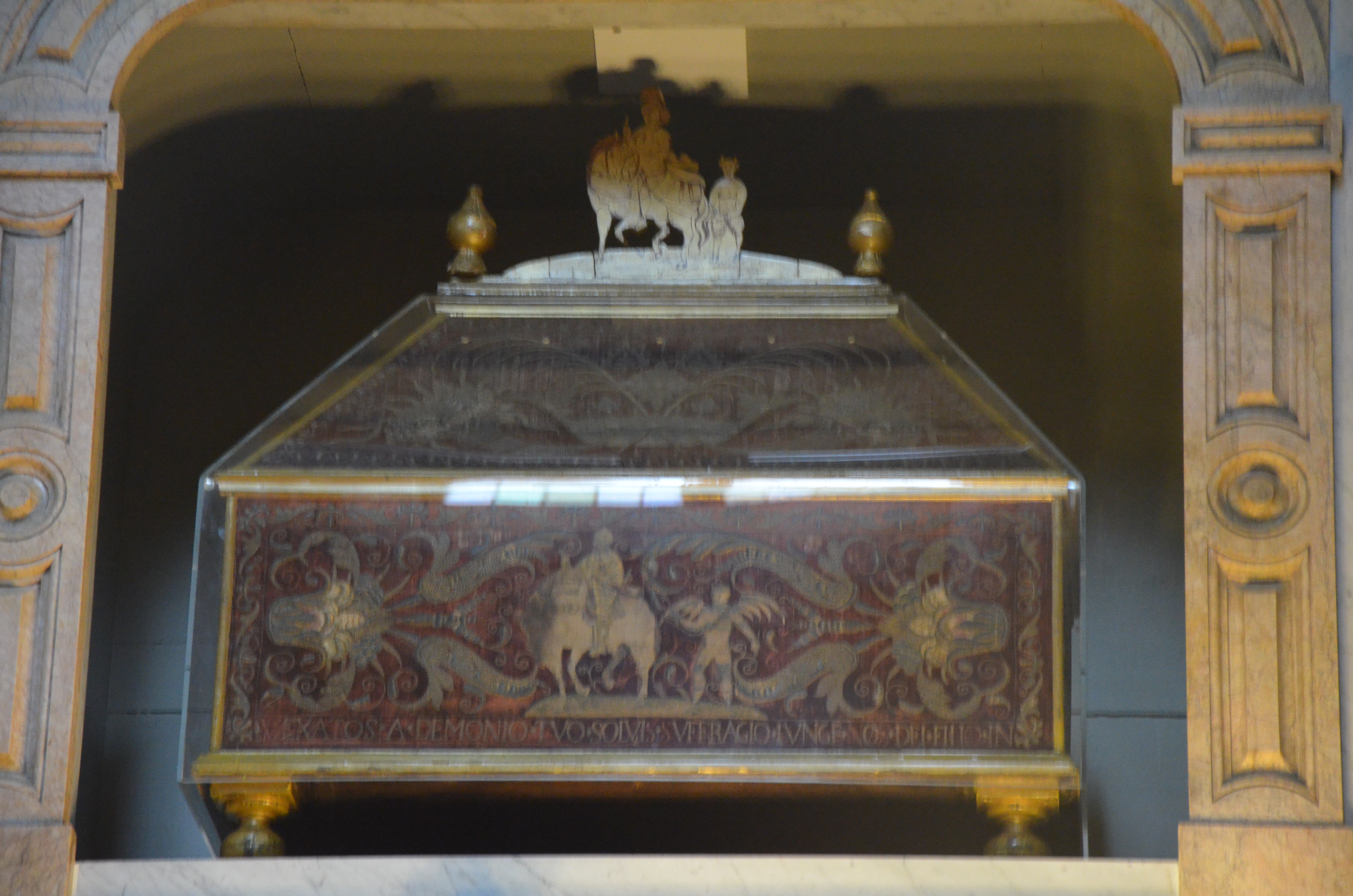
Châsse contenant des reliques de Saint-Hermès dans l'église de Renaix.
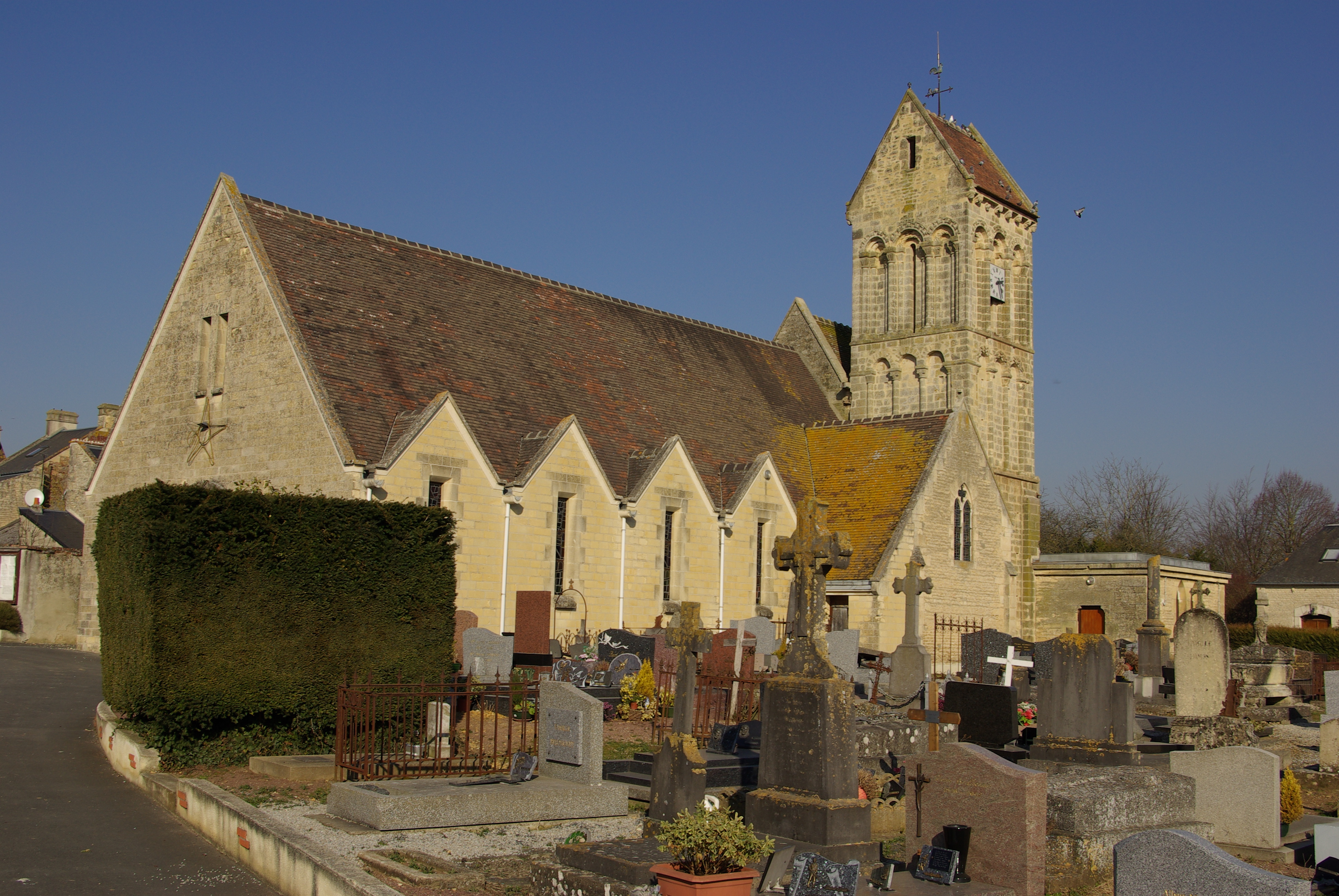
Église Saint-Hermès à Fontenay-le-Marmion.

- À Theux en province de Liège, l'église Saints-Hermès-et-Alexandre est une église romane: seul exemplaire d'église-halle romane du XIe siècle entre la Loire et le Rhin.
- Saint Hermès est vénéré également dans l'église Saint-Nicolas, à Tournai.

### En France
- En Normandie, il existe une église Saint-Hermès du XIIe siècle à Fontenay-le-Marmion.
- En Lorraine, au rond-point de la route nationale D662 reliant Sarreguemines à Bitche, sur le chemin vicinal de la «Hermeskappel» reliant Bliesbruck à Wiesviller se trouve une chapelle dédiée à saint Hermès. À l'origine, un petit autel païen s'élevait sans doute au point culminant de l'endroit, situé sur une voie secondaire romaine utilisée pour rejoindre les grandes voies romaines au nord, de Metz à Worms, et au sud, de Sarreguemines vers Strasbourg. Cet autel était dédié au dieu des voyageurs et des commerçants, la divinité grecque Hermès. Plus tard, les missionnaires chrétiens transformèrent le nom d'une chapelle construite en ces mêmes lieux en «Hermeskappel» («chapelle d'Hermès»). La chapelle fut donc consacrée au saint martyr Hermès (célébré le 28 août) qui est mort à Rome au IIe siècle. Cette vénération remonte aux origines du christianisme.